# 10,5 cm leFH 18M
Il 10,5 cm leichte Feldhaubitze 18M, abbreviato in 10,5 cm leFH 18M, era una versione modernizzata dell'obice da campagna tedesco 10,5 cm leFH 18 e fu utilizzato dalla Wehrmacht durante la seconda guerra mondiale. La bocca da fuoco fu anche impiegata come armamento primario del semovente d'artiglieria Sd.Kfz. 124 Wespe.

## Storia
Il leFH 18M sostituì il 10,5 cm leFH 18 come obice campale divisionale standard tedesco durante la seconda guerra mondiale. Fu progettato e sviluppato dalla Rheinmetall dopo l'inizio della guerra nel tentativo di ottenere una gittata maggiore dal leFH 18 basico. Le modifiche riguardavano l'aggiunta di un freno di bocca ed il potenziamento del sistema di rinculo, in modo da poter utilizzare cariche di lancio più potenti e nuovi proiettili a lunga gittata. Il pezzo così ottenuto iniziò ad equipaggiare i battaglioni indipendenti di artiglieria a partire da dopo la battaglia di Stalingrado nel 1943. Cinquantatré pezzi furono esportati in Finlandia, dove erano conosciuti come 105 H 33.

## Tecnica
Molti dei leFH 18M erano conversioni dei leFH 18, dei quali conservavano le originali ruote a raggi in legno, mentre quelli nuovi adottavano ruote in acciaio stampato; i modelli convertiti erano perciò adatti al solo traino animale e non a quello meccanico. Inizialmente venne installato un freno di bocca a deflettore singolo, relativamente poco efficiente; questo fu in seguito migliorato saldando due lamine nella parte posteriore delle luci, ma questa soluzione creava problemi con i primi modelli di granate APFSDS, in quanto i frammenti del sabot andavano ad incunearsi nelle aperture del freno di bocca; infine venne introdotto un nuovo freno di bocca a gabbia.

## L'impiego su semoventi
La bocca da fuoco dell'obice leFH(M) 10,5 cm venne utilizzata a partire dal 1942 sullo scafo del trattore d'artiglieria di preda bellica francese Lorraine Schlepper (f). La modifica a semovente d'artiglieria riguardò 60 esemplari, che operarono prevalentemente sul fronte russo.
Maggiore importanza ebbe invece il Sd.Kfz. 124 Wespe, primo semovente immesso in servizio e progettato appositamente per tale scopo. Il Wespe montava la bocca da fuoco 10,5 cm leFH 18M in una struttura aperta montata sullo scafo del PzKpfw II, e, a partire dal 1943, operò su tutti i fronti ancora tenuti dall'esercito tedesco. Il Wespe fu costruito in 5213 esemplari fino al gennaio 1945.

## Munizionamento
L'obice utilizzava la nuova granata a lungo raggio tipo FH Gr FERN. Questa era circa 25 mm più lunga della normale munizione usata sul leFH 18 ma il proietto aveva la sezione dietro alla corona di forzamento più corta per ospitare la maggiore carica di lancio nel bossolo.